# Мальчик (альбом)
Мальчик — дебютный студийный альбом российской певицы Муси Тотибадзе, изданный 24 мая 2019 года на лейбле M2. В альбом вошли ранее выпущенные синглы «Останусь с тобой» и «Разбегаюсь».

## История создания
Пластинка включает семь треков, автором большинства из которых выступила сама Муся. Над аранжировками она работала вместе с Иваном Лубенниковым, с которым ранее уже выпускала синглы «Танцуй, Виталик!» и «Останусь с тобой» (последний также вошел в дебютный альбом), а саунд-продюсером песни «Птицы» стал Игорь Вдовин — один из сооснователей группы «Ленинград», в разное время сотрудничавший с Земфирой и АукцЫоном.
Муся Тотибадзе о своём альбоме:
По звучанию мы ушли от диско, которое «пропагандировали». Мой барабанщик Сережа Говорун с самого начала нашей совместной работы пытался убедить меня, что на выступлениях надо петь только свою музыку, а я до последнего боролась за каверы. Во‑первых, мне не хотелось палить материал из альбома до его выхода, а во-вторых, был жуткий страх, что людям просто не захочется слушать то, что они не знают.
Презентация альбома «Мальчик» состоится 5 июля в Институте медиа, архитектуры и дизайна «Стрелка» в Москве.

### Синглы
В дебютный альбом Муси Тотибадзе вошли два сингла. Первый сингл, «Останусь с тобой», оригинальную версию которого еще в 1992 году исполнила певица Наталья Ветлицкая, Муся презентовала летом 2018 года. Второй сингл, «Разбегаюсь», был выпущен 26 апреля 2019 года, в день, когда открылся предзаказ дебютного альбома Муси.

### Видеоклипы
Премьера клипа на песню «Останусь с тобой» состоялась 27 июня 2018 года. Как и в случае с предыдущими музыкальными видео Муси Тотибадзе, режиссёром видеоклипа стал Григорий Добрыгин, а оператором — Марк Зисельсон. В съемках, которые прошли в 200 километрах от Москвы, также приняли участие клавишник Глеб Меркулов, барабанщик Сергей Говорун и актер Александр Алябьев.
31 мая 2019 года состоялась премьера клипа на песню «Разбегаюсь». В съёмках видео приняли участие комик Александр Гудков, танцовщик Сергей Полунин, театральный критик и актер Николай Берман, а также актеры Владимир Свирский (Мастерская Фоменко), Никита Кукушкин («Гоголь-центр»), Александр Алябьев (театр «Практика») и многие другие. Режиссером клипа выступил Григорий Добрыгин.

## Реакция критики
25 мая 2019 года — телеканал «Дождь» включил дебютный альбом Муси Тотибадзе «Мальчик» в список интересных музыкальных релизов за последние дни.
26 мая 2019 года — русскоязычное интернет-издание Meduza включило песню «Ночь» из альбома «Мальчик» в список лучших песен и клипов недели, также отметив и про сам альбом:
Наконец, сейчас Муся Тотибадзе выпустила полноценный альбом «Мальчик»: в нем нет ничего принципиально нового, это все те же электропоп-хиты для танцполов, про любовь, молодость и вечное лето, но работают они безотказно.
31 мая — альбом «Мальчик» попал в топ-8 лучших песен и клипов недели по версии интернет-издания «Газета.Ru».
1 июня — одно из ведущих российских новостных интернет-изданий Lenta.ru включило дебютный альбом Муси Тотибадзе в список главной музыки месяца, отметив:
На фоне простых диско-поп-песен эффектно выбилась последняя композиция «Море» — плавное и лиричное окончание 26-минутного релиза, который если и можно назвать попсой, то совершенно нестыдной. При этом релиз «Мальчик» звучит как нечто, созданное лет пять назад: если ставить его в один ряд с современной актуальной музыкой, он кажется либо недостаточно прямым, простым и лоу-файным (как, например, Гречка), либо недостаточно замороченным (как Иван Дорн). Но этим и цепляет.
4 декабря — альбом «Мальчик» номинирован на независимую петербургскую премию им. пенсионера Валерия Петрова «Georgievich Award. Heaven 49».
29 декабря — дебютная пластинка Муси Тотибадзе одерживает победу в «Georgievich Award», категория «Музыка», как один из лучших отечественных альбомов 2019 года (в списке: «Трипинадва», Masha Art & «LRK Trio», «Девушка Школьника», Zhenya Strigalev). Диск «Мальчик» награжден орденом «С Благодарностью от Человечества!», церемония вручения — С.-Петербург, 20 февраля 2020 г.
Журналист и музыкальный критик Максим Семеляк о пластинке Муси Тотибадзе:
Пластинка Муси Тотибадзе (чье имя звучит как уменьшительно-ласкательное от английского music) есть в некотором смысле образец легкости и строгости. Легкость здесь обеспечена эпистолярным электропопом с нотками городского фольклора (каким его понимали разные авторы в диапазоне от раннего Цоя до даже группы «Корабль» — так, например, строчка «и ты красиво стол накрыл», напоминает о бессмертном «я приготовил миниужин»). Строгость же состоит в четком соблюдении пропорций и в умении соответствовать самому незамутненному поп-канону — без претензий, без резких движений и слов, без истеричных привязок к современности, с одной стороны, но и без навязчивой ретро-ауры комикса — с другой.

Если попробовать определить, к какому собственно времени относятся эти песенки, то речь, очевидно, следует вести не о каких-нибудь девяностых или иных широкомасштабных хронометражах, но о коротких часах с полуночи до рассвета или даже минутах между лонгдринком и шотом. Это и есть контекст, который идеально описывается словами из мелвилловского «Моби Дика» - древняя рутина молодой жизни. Музыка Муси весьма самостоятельна и даже горделива в своей сакраментальности – в самом деле, чтобы пропевать в 2019 году выражение «тонуть в твоих ладонях» нужно обладать известной силой воли - однако эти песни устроены таким образом, что тут иначе не скажешь.
Рецензант Алексей Мажаев из InterMedia дал положительную оценку дебютной пластинке Муси Тотибадзе, отметив:
Тотибадзе не стесняется записывать песни в стиле диско, взлёт популярности которого закончился лет за двадцать до рождения Муси, экспериментирует с синти-попом и не боится слова «попса». Альбом «Мальчик» рекомендуется прослушивать целиком для гарантированного поднятия настроения, а отдельные треки с него при правильном позиционировании могут надолго украсить радиоэфиры и хит-парады. В первую очередь эти перспективы открываются перед симпатичными «Птицами» и «Лети».

## Список композиций
| №  | Название           | Длительность |
| -- | ------------------ | ------------ |
| 1. | «Ночь»             | 2:55         |
| 2. | «Птицы»            | 3:01         |
| 3. | «Разбегаюсь»       | 3:11         |
| 4. | «Лети»             | 3:11         |
| 5. | «Останусь с тобой» | 3:50         |
| 6. | «Мальчик»          | 4:33         |
| 7. | «Море»             | 5:03         |

## История релиза
| Регион | Дата        | Лейбл | Формат |
| ------ | ----------- | ----- | ------ |
| Россия | 24 мая 2019 | M2    | ЦД     |